# Бендер: Последняя афера
«Бендер: Последняя афера» — российский художественный фильм от продюсерской компании «Среда», продолжение фильма «Бендер: Золото империи». Главные роли в нём сыграли Сергей Безруков и Арам Вардеванян. Премьера состоялась 5 ноября 2021 года в онлайн-кинотеатрах «Кинопоиск», «Premier» и «Wink».

## Сюжет
Главные герои фильма — двое аферистов, Остап Задунайский и его отец Ибрагим Бендер, которые продолжают поиски драгоценного жезла Румянцева во время гражданской войны на Юге России (в 1919 году). Остапа ловит контрразведка, Ибрагима объявляют опасным преступником. Ибрагиму удаётся вызволить сына, после чего их начинают разыскивать и в России, и в Турции. Дуэту мошенников предстоят работа в цирке, переодевание в женщин и спасение мамы Остапа, попавшей в плен к загадочному хозяину сокровищницы, в которой оказывается и тот самый жезл. Охоту за этой реликвией продолжают, помимо Бендера и его сына, бандиты и белые офицеры.

## В ролях
- Сергей Безруков — Ибрагим Бендер
- Арам Вардеванян — Ося Задунайский[6]
- Таисия Вилкова — Ева Махульская
- Иван Кокорин — Могилюк
- Ольга Сутулова — Мария Федоровна Задунайская, мама Оси
- Артём Ткаченко — Мишин-Аметистов
- Алексей Дмитриев — Гигант
- Андрей Бурковский — фокусник-иллюзионист Кроули
- Юлия Макарова — Софи
- Артур Ваха — турок

## Производство и премьера
Фильм был снят компанией Sreda, принадлежащей Александру Цекало, и телеканалом «Россия-1». Режиссёром стал Игорь Зайцев. 5 ноября 2021 года картина вышла в онлайн-кинотеатрах «Кинопоиск», «Premier» и «Wink». Впоследствии из фильмов «Бендер: Начало», «Бендер: Золото империи» и «Бендер: Последняя афера» планировалось создать единый сериал об Остапе Бендере. Премьера третьей части кинофраншизы в федеральном телевизионном эфире состоялась 20 сентября 2024 года на канале «Россия-1».